# Gare de Saint-Florentin - Vergigny
Gare de Saint-Florentin - Vergigny – stacja kolejowa w Vergigny, w departamencie Yonne, w regionie Burgundia-Franche-Comté, we Francji.
Jest stacją Société nationale des chemins de fer français (SNCF), obsługiwaną przez pociągi TER Bourgogne.

## Położenie
Znajduje się na wysokości 105 m .n.p.m., 172,339 km linii Paryż – Marsylia. Z tej stacji wychodzi również linia do Troyes i Monéteau - Gurgy.

## Historia
Stacja została otwarta w 1849 roku.